# Eritrean Airlines
Eritrean Airlines (IATA: B8, OACI: ERT) es una aerolínea cuya base principal está en Asmara (Eritrea).

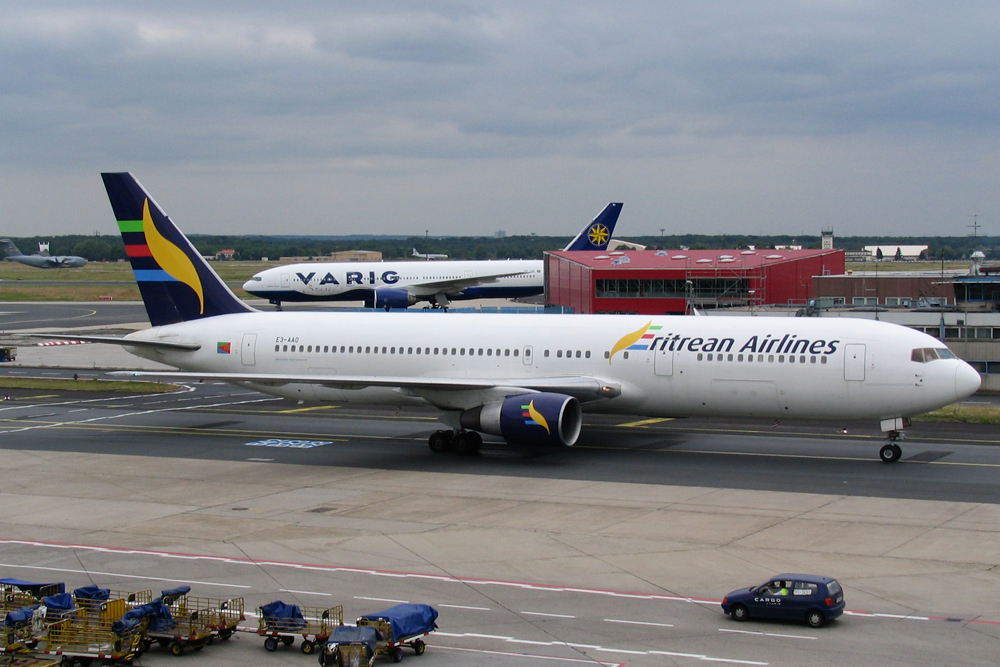
Boeing 767 de Eritrean Airlines.

Es íntegramente propiedad del gobierno de Eritrea y opera servicios a Europa, África y el Oriente Medio, con planes para expandir tanto su flota como su red de destinos. Su principal base de operaciones el Aeropuerto Internacional de Asmara (ASM).
En la última edición de la lista de aerolíneas seguras de la Unión Europea, revisada el 28 de noviembre de 2018, Eritrean Airlines es una de las compañías que tienen prohibido volar sobre el espacio aéreo europeo así como aterrizar en ningún aeropuerto de la Unión Europea. Esta restricción aplica a todas las compañías aéreas con sede en Eritrea. La lista con todas las aerolíneas con acceso restringido al espacio aéreo europeo se puede consultar en el siguiente enlace:
http://www.aena.es/es/aerolineas/aerolineas-prohibidas.html

## Historia
La aerolínea fue establecida en 1991, pero solo su denominación, sirviendo como agente de manejo en tierra de aeronaves en el Aeropuerto Internacional de Asmara, y los aeropuertos de Assab y Massawa; y como agente de ventas de otras importantes compañías que volaban a Eritrea. En mayo de 2002 se decidió expandir a los servicios de aerolínea. Eritrean Airlines recibió su primera aeronave, un Boeing 767-300ER alquilado en abril de 2003, iniciando sus servicios a Ámsterdam, Fráncfort, Milán, Nairobi y Roma. Un segundo Boeing 767 fue adquirido a mediados de 2004.
Durante el 2005 Eritrean Airlines empezó a volar desde Asmara a Yibuti y Dubái, a la vez que los servicios a Nairobi fueron suspendidos. Una tercera aeronave, un Airbus 320 fue adquirido en el 2006 y los vuelos a Ámsterdam y Milán fueron terminados.
El 21 de septiembre de 2006 Eritrean Airlines firmó un acuerdo con el Gobierno de Pakistán para iniciar vuelos directos entre Eritrea y Pakistán. Eritrean Airlines recibió el permiso de la autoridad de aviación civil de Pakistán para realizar dos vuelos semanales, una a Karachi y el otro a Lahore.
El acuerdo no parece haberse materializado desde entonces, ya que ninguna de las aerolíneas han agregado destinos de la otra parte a su listado de destinos. Para la temporada invernal 2006/2007 y la temporada de verano de 2007, los destinos a ser servidos son los siguientes: dos vuelos semanales a Jedda, Roma, Fráncfort y Dubái vía Yibuti.

## Destinos

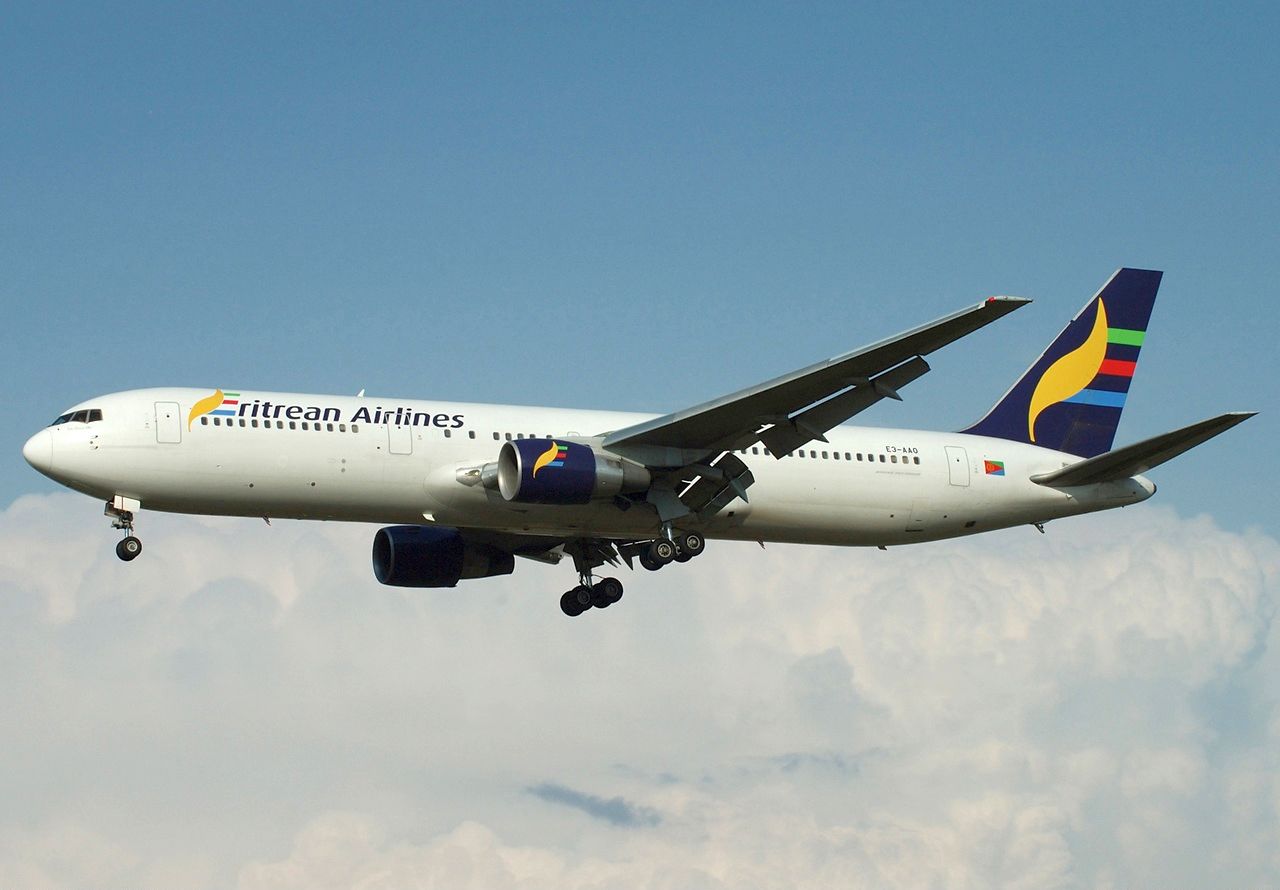
Un Boeing 767-300ER de Eritrean Airlines en el aeropuerto de Roma Fiumicino. (2005)

Eritrean Airlines opera a los siguientes destinos en julio de 2011:
- Egipto
  - Cairo - Aeropuerto Internacional de El Cairo
- Eritrea
  - Asmara - Aeropuerto Internacional de Asmara Hub
  - Massawa - Aeropuerto Internacional de Massawa
- Italia
  - Roma - Aeropuerto Leonardo da Vinci-Fiumicino
- Pakistán
  - Karachi - Aeropuerto Internacional Jinnah [comienza el 27 de noviembre de 2011]
  - Lahore - Aeropuerto Internacional Allama Iqbal
- Arabia Saudita
  - Jeddah - Aeropuerto Internacional Rey Abdulaziz
- Sudán
  - Jartoum - Aeropuerto Internacional de Jartoum
- Emiratos Árabes Unidos
  - Dubái - Aeropuerto Internacional de Dubái

Los vuelos futuros a Assab en Eritrea y a Frankfurt, Nairobi, Johannesburgo y Lagos están ya previstos.
A 12 de octubre de 2011 la aerolínea planea iniciar vuelos a Karachi vía Dubái, la aerolínea ya opera vuelos a Pakistán (Lahore) vía Dubái pero se cree que la aerolínea optará por modificar la ruta en lugar de añadir un nuevo vuelo. Habrá también tres vuelos semanales a El Cairo que en la actualidad es servido vía Jartoum y doblará la capacidad a Egipto con seis vuelos semanales en lugar de los tres actuales. LA aerolínea también añadirá un cuarto vuelo en la ruta Asmara - Jeddah este invierno, mientras que su única ruta europea con destino Roma será servido con un único vuelo semanal directo en lugar de los dos vuelos semanales con parada en El Cairo como hasta ahora.

## Flota
La flota de Eritrean Airlines está compuesta por las siguientes aeronaves con una media de edad de 28.5 años (marzo de 2021):
| Boeing 737-300 | 1 | — |  |  |  |  |
| Total          | 1 | — |  |  |  |  |

Eritrean también sostiene tener seis aviones Dornier, que están estacionados en Eritrea.